# Алалыкин, Данил Максимович
Данил Максимович Алалыкин (род. 27 марта 2001) — российский хоккеист, нападающий.

## Игровая карьера
После выпускного сезона был привлечён в МХК «Толпар» выступающий в Молодёжной хоккейной лиге. Первые 13 игр центральный нападающий сыграл в сезоне 2019/20 и набрал 13 (9+4) очков, выигрывая 58,7 % вбрасываний. По ходу сезона 2019/20 в МХЛ становился лучшим бомбардиром команды.
В том же сезоне был вызван в основную команду «Салават Юлаев» накануне матча с нижегородским «Торпедо», в котором сыграл 3 смены забросил свой первый гол в КХЛ и стал самым первым хоккеистом, родившимся в XXI веке и отличившимся голом в Континентальной хоккейной лиге. И так же в этом сезоне за 5 игр в регулярном чемпионате набрал 1 (1+0) очков. В том же сезоне привлекался к матчам фарм-клуба уфимцев — нефтекамского «Тороса» в ВХЛ.
Выступал в ноябре 2020 года за национальную сборную России на кубке Карьялы в Финляндии. Участвовал в 2 играх, в которых не набрал очков. В 2021 году выступал за сборную на товарищеском кубке в Санкт-Петербурге, где за 3 игры набрал 2 (1+1) очка.
2 мая 2024 года продлил контракт с уфимским «Салаватом Юлаевым» на 2 сезона.

## Достижения
- Бронзовый призёр первенства России среди юношей 2001 г. р.
- Победитель конференции «Восток» регулярного чемпионата МХЛ 2019/20
- Бронзовый призёр чемпионата МХЛ (2020—2021)